# Thulefolket

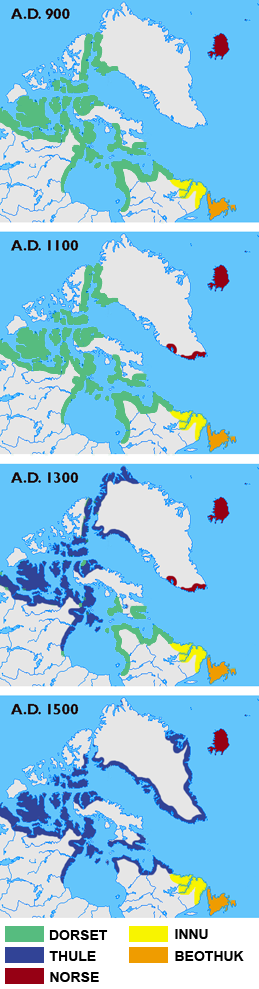

Thulefolket kallas det folkslag som är förfäderna till alla moderna inuiter i Kanada och på Grönland. Namnet kommer från orten Thule i nordvästligaste Grönland, där man fann de första arkeologiska spåren från denna kultur. Förbindelsen mellan detta folk och dagens inuiter är biologisk, kulturell och lingvistisk. 
Thulekulturen hade sitt centrum kring Hudson Bay, men var spridd också över en stor del av norra Kanada, inklusive Labrador, och fortsatte över till Grönland.

## Historik
Thule-folket kom över Berings sund till Alaska omkring år 500 och till Nunavut i Kanada omkring år 1000 e.Kr. En grupp begav sig österut till Grönland under 1200-talet. 
När thulefolket trängde österut från norra Alaska kom de i kontakt med både dorsetkulturen, som utbredde sig just i hjärtat av deras eget nya område, och de nordiska kolonister som redan på 900-talet hade kommit till sydvästra Grönland. Deras hushållning och bostäder påminde om motsvarigheterna hos deras förfäder i Alaska och Sibirien, men deras teknologi byggde i fortsättningen snarare på det järn som lånades över från nordmännen än på stenen. I vissa delar av Kanada har thulekulturen levat kvar i modifierad form ända in i nutid, men på övriga platser har den ersatts av den nuvarande eskimåkulturen. Det finns vittnesbörd om ett visst kulturåtersvall från centralregionerna till norra Alaska, och på Grönlands västkust växte en klart särpräglad inugsukkultur fram på thulegrund. Med tanke på att eskimåerna var det första folk i Nya världen som stötte samman med européerna och därtill också alltid måste ha varit mycket glest utspridda kan det törhända verka överraskande att de alls har lyckats överleva in i vår tid. Men man måste härvid tänka att deras sätt att leva innebär en av de effektivaste anpassningar som någonsin gjorts till en exceptionellt svår miljö.